# Klub Winx
Klub Winx (wł. Winx Club) – włoski serial animowany wyprodukowany przez wytwórnię Rainbow, we współpracy z RAI i Nickelodeon, opowiadający o grupie sześciu nastoletnich czarodziejek używających magii do obrony Magicznego Wymiaru. Na początku 2011 roku 30% udziałów firmy zostało sprzedane do Viacom, a rok wcześniej Rainbow podpisało 5-letnią umowę współpracy z amerykańskim koncernem Nickelodeon, z którym w latach 2012–2015 wyprodukowali wspólnie piątą, szóstą i siódmą serię.
Cała seria jest skierowana głównie dla dzieci w wieku od 5 do 14 lat, jednak zdobyła bardzo dużą popularność wśród starszej młodzieży. W 2007 roku na podstawie serialu powstał pełnometrażowy film animowany w technologii 3D pod tytułem Klub Winx – Tajemnica Zaginionego Królestwa, w 2010 roku miał premierę drugi film zatytułowany Winx Club: Magiczna przygoda, a w roku 2014 powstał kolejny film pod tytułem Winx Club: Tajemnica morskich głębin. Na podstawie serii powstały również musicale, pokazy akrobacji na lodzie, zabawki oraz gry komputerowe. Do tej pory w Polsce wyemitowano wszystkie 8 sezonów. Premiera ósmego sezonu odbyła się 20 kwietnia 2020 roku na polskim TeleTOON+. Sezon 8 został potwierdzony przez Iginio Straffiego w wywiadzie, we wrześniu 2015 roku, a jego premiera odbyła się 15 kwietnia 2019 roku. 10 lutego 2016 w wywiadzie dla Variety potwierdzono podpisanie umowy z Archery Pictures, Netflix i Viacom na stworzenie dwu sezonowego serialu aktorskiego. Premiera serialu odbyła się 22 stycznia 2021 roku, a już 18 lutego 2021 roku potwierdzono przedłużenie serialu o drugi sezon. Po jego premierze 16 września 2022 oglądalność nowego sezonu drastycznie spadła w pierwszych tygodniach o 52%, co 1 listopada 2022 poskutkowało skasowaniem produkcji przez Netflix. We wrześniu 2020 podczas Targów Zabawek w Moskwie, tamtejszy oddział firmy Rainbow przekazał informacje o produkcji sezonu 9 animacji, ale w styczniu 2023 przedstawiciele producenta animacji przekazali na łamach włoskiego serwisu internetowego news.cinecitta.com informacje o zmianie produkcji sezonu 9 na kolejny reboot całej serii i rozpoczęcie historii czarodziejek na nowo. Premiera nowej serii początkowo była zapowiadana na styczeń 2024, w 20 rocznicę franczyzy Winx, jednak została ona przełożona o rok.

## Produkcja

### Od pierwszych konceptów do premiery
W latach 90. ubiegłego wieku, włoski rysownik komiksów – Iginio Staffi, zwrócił uwagę na to, że w animowanych serialach bazujących na magii i akcji, główne postacie grane są przez mężczyzn, chłopców. Poczuł, że „w świecie kreskówek brakuje żeńskich bohaterek”. Straffi chciał przedstawić ludziom serial, z żeńską główną bohaterką wplecioną w magiczną rzeczywistość, bazując na popularnej w tamtych czasach serii książek i filmów o Harrym Potterze. Straffi zadecydował się wyprodukować odcinek pilotażowy, który miał opowiadać o rywalizacji między dwoma jednostkami: bohaterkami ze szkoły dobrych czarodziejek i protagonistkami ze złej szkoły dla wiedźm. Projekty rysowane przez Straffiego czerpały swoją inspiracje z japońskim mang mahō-shōjo i komiksów autorstwa jego współpracownika Sergio Bonellego.
Po ukończeniu produkcji odcinka pilotażowego, projekt otrzymał nazwę „Magic Bloom” (Magiczna Bloom). 5 głównych bohaterek było wystylizowane na europejski odpowiednik, japońskich produkcji telewizyjnych. Odcinek pilotażowy został pozytywnie przyjęty przez nowo powstałą firmę produkcyjną własności Radiotelevisione Italiana – Rai Fiction, które postanowiło opłacić 25% kosztów produkcji serialu oraz zaoferowało emisję serialu na drugim kanale narodowej telewizji, Rai 2. Po pierwszych udanych pokazach pilotażu, koncepcja Iginio zmieniła się. Reżyser nie był już zadowolony ze swojego dzieła, jak sam później wspominał w jednym z wywiadów: „Była to kolejna japońska animacja o czarodziejkach... nic co mogłoby wyróżnić się ponad Winx”.
By zrekonstruować koncept serialu, ekipa Rainbow postanowiła zatrudnić największych włoskich projektantów mody z Dolce & Gabbana i Prady, aby nowo powstała ekipa utworzyła bohaterkom modne i nowoczesne stroje. Projektanci zaczęli pracować od płaszczyzny kolorystycznej. Podnieśli kontrast i kolorystykę serialu, poprawili jasność oraz przekształcili postać Flory na wzór latynoski. Takie wprowadzanie miało pokazać publice, że żadna rasa nie była dyskryminowana (Musa była Azjatką). Produkcja nowej wersji trwała od początku 2002 roku, aż do jesieni 2003. Na początku nastąpiła zmiana nazwy serialu. Straffi od samego początku szukał czegoś chwytliwego, aż wpadł na pomysł, by słowo WINGS (skrzydła) przekształcić w WINX (wariacja fonetyczna). Tak od tego momentu na stronie internetowej Rainbow widniała nazwa „THE WINX”. Wyprodukowanie jednego odcinka kosztowało studio 300,000$. Dobre notowania produkcji i pierwsze sprzedaże licencji do ponad 10 krajów (w tym m.in. do Polski), sprawiły, że Rainbow zaczęło pracować nad 52 odcinkami, a w niedalekiej przyszłości planowali wyprodukować łącznie 104 odcinki, by nadać serialowi tytuł produkcji z wyższej półki. Od grudnia 2002 został powołany w Rainbow specjalny oddział zajmujący się marketingiem skoncentrowanym wyłącznie na serii „The Winx”. Premiera pierwszego sezonu zapowiedziana była na jesień 2003, a sezon 2 na wrzesień 2004. Niestety prace nad serial się przeciągnęły o cały rok. Jesienią 2003 roku podczas Marché International des Programmes de Communication został zaprezentowany pierwszy odcinek serialu już pod nową nazwą „Winx Club”. Następnie 28 stycznia 2004 serial doczekał się swojej oficjalnej premiery na Rai 2.

### Koniec serialu, pierwszy film i wielki powrót
Od samego początku produkowania serii Winx, w głowie Straffiego roił się plan na utworzenie wyłącznie 78 odcinków (trzech sezonów) serialu. Jak sam wspomina w jednym z wywiadów – „seria o czarodziejkach Winx nie może trwać wiecznie”. Nie bez powodu ostatni odcinek trzeciej serii kończył się retrospekcją ze słowami: „Zwycięstwo Klubu Winx to dopiero początek kolejnych, niezwykłych przygód czarodziejek. Przyszłość Bloom jest pełna przyjaźni, nadziei i miłości, tak jak przyszłość pozostałych dziewcząt z Klubu Winx!” (wersja ZigZap). W 2007 roku Rainbow ogłosiło pracę nad filmem kinowym Klub Winx – Tajemnica Zaginionego Królestwa, który miał ostatecznie rozwiązać główną zagadkę serialu (losy rodziców Bloom) i zakończyć historię Winx. Po udanej premierze filmu w 2008 roku i wciąż nieustannie rosnącej popularności serialu, Straffi postanowił przedłużyć serial o jeszcze jeden sezon.

### Współpraca z Nickelodeon
W 2010 roku Rainbow podpisało pięcioletnią umowę współpracy z amerykańską wytwórnią filmową Nickelodeon, z którą zapowiedzieli pracę nad czterema filmami telewizyjnymi, które miały zawierać w sobie fabułę pierwszych dwóch sezonów oraz produkcję trzech zupełnie nowych sezonów, piątego, szóstego i siódmego. Wraz z nowymi pracownikami i współpracą z Nickelodeon Animation Studio, do serialu wpleciono animację wykonaną w nowej technologii CGI, która z powodu ogromnego niezadowolenia fanów została wyłączona z produkcji po sezonie 6. W 2011 roku firma partnerka Nickelodeon, Viacom wykupiła 30% udziałów Rainbow, zostawiając Iginio Straffiemu 70%. W następnych latach Rainbow zaczęło nawiązywać współprace z coraz to większymi firmami, m.in. z Netflix oraz Paramount Pictures należącym do ich wspólnika, Viacom.

### Czasy współczesne
3 lutego 2018 roku podczas Norymberskich Targów Zabawek, Rainbow wystawiło po raz pierwszy na światło dzienne wczesny koncept wyglądu nowej transformacji Winx z sezonu 8, w zupełnie nowym, stworzonym od podstaw stylu rysowniczym. Po licznych internetowych protestach fanów z całego świata zbulwersowanych zmianą wyglądu bohaterek, Francesco Artibani będący jednym z głównych rysowników Rainbow, ogłosił na Twitterze swoje stanowisko co do zmiany wyglądu animacji: „Modele postaci zostały zmienione i uproszczone, aby młodzi odbiorcy mogli się z nimi utożsamić, co było głównym celem... Dlatego właśnie postacie straciły swój wygląd”. Dodaje również, że fani byli, są i muszą być traktowani z szacunkiem przez Rainbow, ale ważne jest również okresowe odnawianie kreskówki, tak jak się to dzieje z każdą inną produkcją. Dodatkowo w maju 2019 roku na łamach czasopisma wydawanego z okazji „Licensing Expo 2019”, sam twórca serialu Iginio Straffi, wypowiada się w wywiadzie, że w ciągu 15 lat od kiedy marka Winx Club jest na rynku, standardowy odbiorca serialu diametralnie się zmienia. Niegdyś przeciętny odbiorca serialu był w wieku 8–12 lat, lecz teraz osoby w tym wieku wolą oglądać seriale Live action, niżeli seriale animowane. Serial musiał przejść ogromne zmiany, aby dostosować się do obecnego, około 4 letniego, widza. Jednocześnie autor kreskówki zapewnia, że twórcy seriali mają wiele nowoczesnych i dostosowanych do świata Winx pomysłów, które bez problemu pomogą serii zachować długoletnie dobre imię na ogólnoświatowym rynku animacji.

### Spin-off
W marcu 2018 roku ogłoszono powstawanie adaptacji serialu w formie serii live action na zlecenie platformy Netflix. Powstaniem adaptacji zajmuje się firma Rainbow Group we współpracy z Archery Pictures. Showrunnerem serii jest Brian Young, który pracował wcześniej przy serii Pamiętniki wampirów. Seria ma składać się z sześciu odcinków. Produkcję rozpoczęto w sierpniu 2019 roku.
Premiera serii odbyła się 22 stycznia 2021, a 18 lutego tego samego roku potwierdzono przedłużenie serialu o drugi sezon. 1 listopada 2022 Netflix ogłosił, że produkcja serialu została zakończona po drugim sezonie.

## Fabuła

### Pierwsza seria
Na Ziemi, w mieście Gardenia, mieszka Bloom. Pewnego dnia spotyka czarodziejkę z planety Solaria, Stellę. Bloom, ratując dziewczynę przed atakującymi ją potworami, odkrywa, że posiada magiczną moc. Stella proponuje jej, by udała się z nią do magicznego wymiaru Magix i rozpoczęła naukę w tamtejszej szkole dla czarodziejek Alfea. Na miejscu poznają trzy kolejne czarodziejki: Florę, Musę i Tecnę, a także specjalistów, uczniów szkoły zwanej Czerwoną Fontanną. W trakcie pobytu w szkole przyjaciółki wielokrotnie muszą zmierzyć się z Trix, trzema czarownicami ze szkoły Chmurnej Wieży, które poszukują najpotężniejszej mocy w magicznym wszechświecie – Smoczego Płomienia.

### Druga seria
Przyjaciółki z Klubu Winx poznają Laylę, czarodziejkę, która uciekła z podziemnej twierdzy Lorda Darkara, w której była więziona za próbę ratowania uwięzionych przez niego wróżek. Dziewczyny szybko się zaprzyjaźniają i wspólnie wyruszają wróżkom na pomoc. W tym czasie Lord Darkar uwalnia z więzienia Trix i robi z nich swoje podwładne. Kolejnym zadaniem Winx staje się zdobycie nowej transformacji „Charmix”, wymagającej przezwyciężenia swoich lęków. Lord Darkar, chcąc przejąć władzę nad magicznym wymiarem, planuje wykraść cztery części magicznego Kodeksu. Po czasie Lord Darkar odkrywa, że potrzebuje również  płomienia smoka, wiec każe ją porwać. Gdy to się udaje, przemienia ją w mroczną Bloom.

### Trzecia seria
Przed czarodziejkami zostaje postawiona misja zdobycia Enchantixu, ostatecznej formy czarodziejki, która obdarza czarodziejki w nowe stroje, skrzydła i moce, takie jak magiczny pył, łamiący wszelkie mroczne zaklęcia, a także oznacza zdobycie tytułu „wróżki strażniczki” swojej rodzimej planety. Oprócz tego rozwinięta zostaje bliżej historia Bloom, jej rodziców i tajemniczego czarnoksiężnika Valtora, który według Trzech Prastarych Wiedźm ma mieć silny związek z ich zniknięciem.

### Film – Tajemnica Zaginionego Królestwa
Film stanowi konkluzję fabuły z trzeciej serii. Przyjaciółkom udało się ukończyć szkołę i otrzymać tytuł wróżek-strażniczek. Bloom, nie mogąc otrzymać tego tytułu z powodu braku własnego świata, decyduje się odkryć prawdę o swoim świecie. Razem z nią wyruszają również wszystkie czarodziejki z Klubu Winx, i chłopcy ze szkoły w Czerwonej Fontannie.

### Film – Magiczna przygoda
Bloom przygotowuje się do pełnienia roli księżniczki planety Domino, jednak dworskie życie daje się jej we znaki. Jest przerażona ilością obowiązków i boi się, czy sprawdzi się jako władczyni i przyszła żona księcia Heraklionu, Sky’a. W międzyczasie Trzy Prastare Wiedźmy knują spisek mający na celu zniszczenie Drzewa Życia, które kontroluje magiczną moc całego wszechświata.

### Czwarta seria
Czarodziejki z Klubu Winx przybywają na Ziemię w celu zdobycia nowej mocy o nazwie „Believix”. Aby tego dokonać, muszą przekonać daną osobę, by uwierzyła w magię. Oprócz tego mają one za zadanie odnaleźć ostatnią czarodziejkę na Ziemi i ochronić ją przed Czarnoksiężnikami Czarnego Kręgu. Aby móc spokojnie działać, przyjaciółki otwierają sklep z magicznymi zwierzętami o nazwie Love and Pet. Ostatnią czarodziejką okazuje się Roxy, skromna dziewczyna pracująca w Klubie Frutti. Dzięki szóstce przyjaciółek odkrywa ona w sobie magiczną moc i razem wyruszają uwolnić pozostałe ziemskie czarodziejki, uwięzione przez Czarnoksiężników.

### Piąta seria
W podwodnym królestwie Andros dochodzi do zamachu stanu na króla Neptuna i jego syna Nereusa. Winnym okazuje się być drugi syn króla – Tritannus. Za ten wyczyn zostaje wtrącony to więzienia, z którego ucieka dzięki pomocy wiedźm Trix. Klub Winx zostaje poddanym trzem próbom by zdobyć ostateczną formę podwodnych czarodziejek – „Sirenix” tak by mogły walczyć i uratować podwodny świat. W tym czasie Tritannus porywa nimfę jeziora Roccalucce, Daphne, będącą źródłem Sirenix i bramą do Nieskończonego Oceanu, ponieważ pragnie władać wodami wszechświata. Winx starają się powstrzymać Tritannusa i utrzymać Magiczny Wymiar w równowadze.

### Film – Tajemnica Morskich Głębin
W Alfei życie płynie zgodnie z ustalonym rytmem. Czarodziejki z Klubu Winx świętują wraz z nowymi uczennicami rozpoczęcie roku szkolnego. Tymczasem Trix docierają nad Nieskończony Ocean z zamiarem zdobycia Cesarskiego Tronu i objęcia władzy działając wspólnie z Tritannusem i złą nimfą – Politeą. Winx muszą im w tym przeszkodzić.

### Szósta seria
Do Chmurnej Wieży zaczyna uczęszczać nowa czarownica o imieniu Selina. Włada ona demoniczną księgą zwaną „Legendarium”, stworzoną przez czarnoksiężnika Acherona. Księga potrafi budzić i przywoływać na światło dzienne upiorne postacie z dawnych legend świata Magix – mumie, wilkołaki, wampiry, demony itp. Dzięki tej umiejętności Selina dołącza do wiedźm Trix, które podbijają szkołę i odrywają ją od powierzchni Ziemi. Planem Trix jest podbicie każdej szkoły w Magicznym Wymiarze. Kiedy Winx próbują powstrzymać Selinę, podczas ataku na wiedźmę, księga odbiera wszystkim czarodziejkom poza Bloom ich moce. Bloom rozdziela swoją moc na sześć równych elementów i ofiarowuje je swoim przyjaciółkom, a wkrótce w czarodziejkach budzi się nowa moc, Bloomix. Winx próbują odnaleźć wróżkę Eldorę, ostatnią strażniczkę Legendarium.

### Siódma seria
Po otwarciu Parku Przyrodniczego Alfei, Winx dowiadują się, że dawniej każda czarodziejka była złączona w harmonii z jakimś magicznym zwierzęciem. Aby przyjrzeć się temu bliżej, czarodziejki za pomocą Kamieni Pamięci przenoszą się w przeszłość, kiedy Faragonda była jeszcze uczennicą Alfei. Poznają historię jej przyjaciółki Kalshary i jej brata Brafiliusa. Dzięki nowej mocy, „Butterflix”, Winx podróżują do prehistorii i średniowiecza, aby uratować magiczne gatunki zwierząt i przeszkodzić Kalsharze w zebraniu jej armii czarodziejskich zwierząt. Kiedy każda z Winx osiąga harmonię ze swoim magicznym zwierzęciem, zostaje obdarzona nową przemianą, „Tynix”, umożliwiającą podróżowanie do Mini-Światów, w których Winx próbują przywrócić harmonię. Kalshara i Brafilius trafia na trop jednej z najpotężniejszej mocy jaka istnieje, a kiedy udaje się im ją posiąść, przypadkowo uwalniają z Legendarium wiedźmy Trix, które porywają Brafilliusa i razem chcą zawładnąć mocą. Skruszona Kalshara oferuje Winx rozejm, aby razem odbić jej brata.

### Spin-Off – Świat Winx
Klub Winx wyruszą w podróż dookoła świata, by szukać dzieci z magicznym talentem takim jak: Rysowanie, Śpiewanie, Nauka itp. Dzieci mają własny rodzaj magii, a Klub Winx są oczarowane ich talentem, lecz zło będzie na nie czyhać.

### Ósma seria
Jedna po drugiej, wszystkie gwiazdy na niebie w tajemniczy sposób gasną, stopniowo wpędzając Magiczne Wymiary w ciemność. Dlatego do Alfei przylatuje magiczna lumenka o imieniu Twinkly. Informuje ona Winx o tym, że jej planeta Lumenia, będąca domem wszystkich gwiazd, została zaatakowana przez Obscuruma, złego brata królowej Dorany – władczyni wszystkich gwiazd. Niestety ich dotychczasowe moce są za słabe w kosmosie, więc zostają obdarzone nową transformacją „Cosmix”. Winx przemierzają kosmos, by odnaleźć źródło zła, którym finalnie okazuje się znany nam z trzeciej serii potężny czarnoksiężnik Valtor, który sprowadza z Wymiaru Nieskończoności siostry Trix. Tym razem celem złoczyńców jest odnalezienie Gwiazdy życzeń - potężnej istoty przemierzającej kosmos, która spełni każde życzenie tego, kto ją odnajdzie. Kiedy Trix i Valtor trafiają na nią, Gwiazda rozdziela się na siedem magicznych elementów, których poszukiwanie staje się główną misją Winx w drugiej połowie sezonu.

## Bohaterowie
- Bloom (ang. rozkwitać) – urodziła się 10 grudnia, a jej magicznym znakiem jest Smok. Jest czarodziejką o mocy Płomienia Smoka i księżniczką planety Domino. Rodzicami Bloom są królowa Marion i król Oritel. Gdy była niemowlęciem, trzy prastare wiedźmy próbowały odebrać jej moce, jednak została uratowana przez swoją starszą siostrę Daphne, która przeniosła ją na Ziemię i ukryła w bezpiecznym miejscu. Na Ziemi adoptowali ją Vanessa i Mike. Bloom ma rude włosy sięgające jej do bioder, niebieskie oczy i jasną karnację. Jej chłopakiem jest książę Sky, a bliźniaczą wróżką Lockette. Ma również królika o imieniu Kiko.
- Stella (wł. gwiazda) – urodziła się 18 sierpnia, a jej magicznym znakiem jest Syrena. Stella jest czarodziejką Słońca i Księżyca z planety Solaria, której jest księżniczką. To znaczy, że jest dziedziczką solariańskiego tronu. Jej rodzice nazywają się Radius i Luna. Stella uwielbia wyglądać modnie i dbać o swój wygląd. Jest wesoła, dowcipna, odważna, zawsze służy dobrą radą w sprawach mody, natomiast kiepsko się uczy, a logiczne myślenie przychodzi jej z trudem. Jej chłopakiem jest Brandon, a bliźniaczą wróżką Amore. Stella ma blond włosy do kolan, jasną karnację i piwne oczy. Jest najstarsza z całej paczki, na początku (seria pierwsza) ma 17 lat i powtarza klasę pierwszą, gdyż została wcześniej wyrzucona ze szkoły. Do walki używa pierścienia Solarii, który stanowi źródło jej mocy.
- Flora (wł. natura) – włada nad całą zieloną roślinnością. Flora urodziła się 1 marca, a jej magicznym znakiem jest Driada. Pochodzi z planety pełnej roślinności i wodospadów zwanej Linphea. Ma młodszą siostrę Miele. Jest skromna, cicha, nieśmiała, ale odważna, wrażliwa i o wielkim sercu. Uwielbia się uczyć i jest jedną z najlepszych uczennic w Alfei. Ma zielone oczy i brązowe włosy. Jest bardzo dobra w przyrządzaniu wszelkiego rodzaju mikstur i zna wiele zaklęć, które nieraz uratowały Winx z opresji. Jej chłopakiem jest Helia, bliźniaczą wróżką jest Chatta, a zwierzątkiem kotek Coco.
- Musa (wł. muzyka) – pochodzi z planety Melodia. Urodziła się 30 maja, a jej magiczny znak to Chochlik. Jest córką śpiewaczki Wa-Nin (Matlin) i muzyka Ho-Boe. Matka dziewczyny zmarła na nieuleczalną chorobę, gdy ta była jeszcze malutka. Mimo że czarodziejka w piątej serii miała okazję ożywić swoją matkę, to nie zdecydowała się na to. Potrafi grać na wielu instrumentach i marzy o karierze profesjonalnej piosenkarki, co udaje jej się w czwartej serii. Z charakteru bywa wybuchowa, roztrzepana, ale zawsze jest gotowa pomóc potrzebującym. Wielką wagę przykłada do wierności, zaufania i szczerości. Jej chłopakiem jest Riven, bliźniaczymi wróżkami są Tune oraz Cherie, zwierzątkiem miś Pepe, a morską opiekunką Selkie Sonna.
- Layla/Aisha (arab. życie) – urodziła się 15 czerwca, jej magicznym znakiem jest Chimera. Po raz pierwszy pojawia się dopiero w drugiej serii. Jest córką Teredora i Niobe – władców świata Andros. Rodzice zaaranżowali dla niej małżeństwo z mężczyzną o imieniu Nabu, którego nigdy wcześniej nie widziała. W 4 serii po tragicznej śmierci narzeczonego, Layla początkowo zaczyna się kierować rządzą zemsty, lecz w ostatnim odcinku zdaje sobie sprawę że zemsta jej nie pomoże. W 6 serii związuje się z Neksem. Bardzo lubi wszelakie formy aktywności fizycznej, szczególnie pływanie. Jest zdolna, dumna i zdecydowana, jednak boi się samotności i ciemności. W wolnym czasie lubi ponieść się muzyce i zatopić w tańcu. Jako jedna z niewielu osób w magicznym wszechświecie wie gdzie znajduje się Wioska Wróżek i razem z rodziną pomaga mieszkającym w niej wróżkom. Jej bliźniaczą wróżką jest Piff, a zwierzątkiem króliczek Milly. Layla jest czarodziejką wody i wykorzystuje ją w postaci Morfixu – jej magia polega kontrolowaniu różowej cieczy (plazmy), która potrafi przybierać różne kształty.
- Tecna (wł. technologia) – czarodziejka technologii. Pochodzi z planety Zenith. Urodziła się 16 grudnia, a jej znakiem magicznym jest Tryton. W wolnych chwilach gra na komputerze i wymyśla różne gadżety. Jest pewna siebie i lubi praktyczne rozwiązania, ale ma problemy z okazywaniem swoich emocji. Jej chłopakiem jest Timmy, a bliźniaczymi wróżkami – Digit oraz Cara. Uwielbia nauki ścisłe. Tecna ma różowe krótkie włosy, turkusowe oczy i jasną karnację.

### Specjaliści
- Sky (ang.Niebo) – król Heraklionu. Urodził się 20 marca. Jego magicznym znakiem jest Feniks. Wprawny pilot myśliwców i zręczny szermierz. Potrafi bronić się bumerangiem. Ma szlachetne serce, jest wierny, odpowiedzialny i bardzo przystojny. Altruista, romantyk. Jest chłopakiem Bloom.
- Brandon – przyjaciel i giermek Sky’a. Urodził się 23 września. Jego magicznym znakiem jest Nereida. Niepokonany w posługiwaniu się mieczem oburącz oraz oszczepem. Uwielbia się wspinać oraz fascynuje się motorami. Chłopak Stelli.
- Helia – jest bratankiem Saladina. Urodził się 2 września i jego magiczny znak to Jednorożec. Najlepszy uczeń, poświęcił się sztuce. Bardzo sprawny. Lubi przyrodę. Chłopak Flory od drugiej serii. Stosuje defensywny styl walki – unieruchamia wrogów za pomocą specjalnych linek przyczepionych do rękawicy.
- Riven – urodzony 15 października, jego magiczny znak to Żywioł. Jest samotnikiem i woli działać sam. Wcześniej trzymał z Trix, teraz trzyma z Winx i chłopakami. Nie ufa dziewczynom. Lubi współzawodniczyć ze Sky’em. Świetny we władaniu szablą i zręczny w dyscyplinach sportowych. Jest dzielny, przebiegły, nieufny i dziki. Od drugiej serii tworzy parę z Musą. W sezonie szóstym Musa decyduje się zakończyć finalnie związek z Rivenem, lecz jego szlachetne zachowanie w sezonie ósmym powoduje, że zmienia ona decyzję i ponownie zostają parą.
- Timmy – urodzony 15 lipca, nieśmiały chłopak zakochany w Tecnie, intelektualista. Sprawia wrażenie tchórzliwego, dlatego często musi udowadniać swoją odwagę. W walce używa pistoletu na laserowe dyski.
- Nabu/Ophir – bardzo opiekuńczy i waleczny chłopak Layli. Włada magią – do jego umiejętności należy między innymi znikanie, tworzenie magicznej bariery, zamienianie dotkniętego obiektu w kamień oraz lewitacja. W walce wspomaga się magicznym kosturem.
- Roy – specjalista, pracuje dla ojca Layli. Jest opiekuńczy i pomocny, pomógł Winx w dążeniu do zdobycia mocy Sirenix. Roy ma również możliwość korzystania z magii – Mocy Trytona, która pozwala mu oddychać pod wodą.
- Nex - śniady i wysportowany chłopak, który wraz z Royem zabiega o względy u Layli. Ostatecznie to jego czarodziejka fal wybiera na swojego chłopaka i od sezonu szóstego dołącza na stałe do grona Specjalistów. Doskonale radzi sobie w głębinach wód, szybko i zwinnie pływając, oraz walcząc.

### Ważne postacie z uniwersum
- Roxy – Roxy po raz pierwszy pojawia się w czwartej serii. Początkowo uważana była za ostatnią czarodziejkę na Ziemi, przez co ścigana była przez Czarnoksiężników z Czarnego Kręgu, którzy pragnęli jej mocy. Mieszka z ojcem w Gardenii. Matką dziewczyny jest Morgana – królowa ziemskich czarodziejek, która opuściła dom, by chronić ukochaną rodzinę przed złymi mocami. Tuż po tym jak staje się czarodziejką, dowiaduje się prawdy o swoim pochodzeniu, a Morgana wraca do rodziny. Najlepszym przyjacielem Roxy jest pies Artú. Na rodzinnej farmie, którą kiedyś zamieszkiwała, Roxy znajduje Biały Krąg, nad którym tylko ona może zapanować. Roxy boi się tego, co się wokół niej dzieje, nie chce walczyć ani być czarodziejką. W późniejszym czasie nabywa pewności siebie i przekonuje się, że wspólnie z przyjaciółmi można wiele zdziałać. W końcu znalazła w sobie wystarczająco dużo siły, by przejść transformację Believix. Po przemianie ma zielony dwuczęściowy strój. Jej skrzydła są zielono-różowe i ozdobione w odciski łap psa. Posiada moc panowania nad zwierzętami – potrafi sprawić, żeby mówiły ludzkim głosem, rozumie je i korzysta z ich pomocy. Mimo przyjaźni, w serialu nigdy nie dołącza do Klubu Winx jako 7 czarodziejka (w komiksie jest jedną z nich).
- Diaspro – rówieśniczka Bloom, księżniczka nieznanej widzom planety żyjącej w ścisłym pokoju z Heraklionem. Od wielu lat była przeznaczona Sky’owi – księciu wspomnianej krainy.
- Daphne – starsza siostra Bloom. Jest nimfą jeziora Roccalucce, nazywana także nimfą nimf. Zginęła ratując Bloom przed trzema prastarymi wiedźmami. Po uwolnieniu rodziców Bloom z otchłani ciemności zamieszkuje razem z nimi i siostrą w zamku. W ostatnim odcinku piątej serii Bloom, za pomocą życzeń Sirenix, przywraca jej życie. W szóstym sezonie Daphne poznaje kuzyna Sky'a, Thorena. Po krótkim okresie zauroczenia para postanawia wziąć ślub na Domino, którego udzieliła im Eldora.
- Mirta – czarownica z chmurnej wieży, która po wydarzeniach z pierwszej serii zaczęła uczęszczać do Alfei. Jest czarownicą, która ma moc przemieniania emocji w obrazy. Pomaga Bloom i jej przyjaciółkom pokonać Trix. Najlepszą przyjaciółką Mirty jest Lucy, czarownica ucząca się w Chmurnej Wieży. Mimo nauki w szkole dla czarodziejek, Alfei, Mirta nie rezygnuje z uprawiania czarnej magii.
- Chimera – córka Cassandry, macochy Stelli. Jest czarodziejką i uczy się w szkole beta. Pojawia się w pierwszym odcinku trzeciej serii. Ma dwie przyjaciółki. Z wzajemnością nie lubi Stelli.
- Mitzi – dawna znajoma Bloom, jednak nigdy nie była jej bliska. Niewrażliwa i wyniosła.
- Klaus – ojciec Roxy i ukochany Morgany. Właściciel klubu Frutti.
- Andy – były chłopak Bloom, chodzili razem do liceum, poznajemy go w 4 serii. Gra wraz z zespołem w klubie Frutti. Sky był o niego zazdrosny z powodu Bloom.
- Jason Queen – poznajemy go w 4 serii. Jest producentem muzycznym. Chciał uczynić z Musy gwiazdę popu.
- Nereus – brat Tritannusa. Ojciec wybrał go, aby władał nad podwodnym światem.
- Morgana – ziemska Królowa Czarodziejek i matka Roxy. Dawno temu zakochała się w ziemskim mężczyźnie, miała z nim dziecko. Była gotowa opuścić królestwo dla rodziny. Ale wtedy pojawili się Czarownicy z Czarnego Kręgu. Morgana musiała walczyć z ich przywódcą, niestety przegrała. Czarownicy usunęli ją ze wspomnień innych, a słuch o niej zaginął.
- Sybilla – czarodziejka sprawiedliwości. Ma piękne, długie rude włosy i imponującą suknię. Jest uprzejma i dystyngowana.
- Diana – kobieta z mocą natury, zamieszkuje dżunglę Amazonii. Ma przemianę zwaną Sophix i jest głową tamtejszych plemion. Ma bordowe długie włosy, zieloną spódnicę, fioletowy biustonosz.
- Aurora – jasnowłosa kobieta o mocach lodu. Jest przedstawicielką rasy ziemskich czarodziejek lodu. Ma transformację Lovix. Początkowo walczy z Winx i Roxy, ale później zawieszają topór wojenny. Zamieszkuje jaskinię lodową.
- Nebula – kobieta o ciemnoniebieskich krótkich włosach. Jest czarodziejką-wojowniczką, główną strażniczką ziemskiego królestwa czarodziejek.
- Eldora – kobieta w starszym wieku, która jest dobrą wróżką, a za młodu była opiekunką starożytnej biblioteki w Aleksandrii. Kiedy Bloom była mała, ta mieszkała w Gardenii, gdzie opiekowała się jej rówieśniczką szkolną, Seliną. Eldora była jedną z pierwszych powierniczek potężnego i mrocznego dziennika Asherona – księgi Legendarium.
- Dorana – królowa planety Lumenia, której młodszy brat pod wpływem zła Valtora zostaje przekształcony w kreaturę, planującą detronizację swojej siostry.
- Twinkly – lumenka, która w ósmej serii pomaga Winx ratować wymierające w kosmosie gwiazdy.

### Wrogowie
- Trix (serie 1.-3., 5.-8.) – trzy wiedźmy z Chmurnej Wieży. Ich największym priorytetem jest zdobycie jak największej mocy, nie cofną się przed niczym, by osiągnąć swój cel. Początkowo ich celem jest zdobycie Smoczego Płomienia. W późniejszym czasie jednoczą siły z Lordem Darkarem (druga seria), Tritannusem (piąta seria) oraz Valtorem (trzecia i ósma seria), w konsekwencji pozwalając, aby Trzy Prastare Wiedźmy zawładnęły ich ciałami. Do Trix należą:
  - Icy – władczyni lodu i zimna, przywódczyni Trix. Nie znosi czarodziejek, a zwłaszcza Bloom.
  - Darcy – czarownica ciemności i hipnozy. Kiedyś rywalizowała z Musą o Rivena. W 3. serii rywalizowała z Trix o Valtora.
  - Stormy – pani burzy i wiatru. W trzeciej części dostaje moc elektryczności od Valtora.
- Selina – dawna przyjaciółka z dzieciństwa Bloom. Posiada upiorną księgę zwaną Legendarium. Również uczennica Chmurnej Wieży. Dołącza do Trix, a w ostatnim odcinku szóstej serii powraca na stronę dobra.
- Valtor (serie 3. i 8.) – zły czarnoksiężnik zamknięty w wymiarze Omega, czyli w magicznym więzieniu. Trix używając swojej potężnej mocy uwalniają go i zaczynają współpracować. Wykrada magię z różnych czarodziejskich światów, by stać się najpotężniejszym czarownikiem.
- Lord Darkar (seria 2.) – stwór mogący przybierać postać Mrocznego Feniksa. Chce zdobyć magię Relix.
- Trzy Prastare Wiedźmy (serie 1.-3., film 1.-2.) – przodkinie Trix. Stworzyły Valtora z cząstki Smoczego Płomienia. Wiele lat przed rozpoczęciem fabuły serialu, zniszczyły planetę Domino tocząc bitwę z rodzicami Bloom i Kompanią Światła, tym samym pozorując ich śmierć.
- Mandragora – czarownica bardzo zainteresowana historią Bloom. Sługa trzech prastarych wiedźm. Do jej zdolności należy władanie wielkimi owadami.
- Łowcy Czarodziejek (Czarownicy z Czarnego Kręgu) – chcą zniszczyć ostatnią czarodziejkę na ziemi, Roxy, a także pochłonąć jej moc. Pojawili się w serii 4.:
  - Ogron – przywódca magów z Czarnego Kręgu, ma długie czerwone włosy i czarny skafander.
  - Anagan – mistrz prędkości, nosi czarny płaszcz, a dredy upina w kitkę. Jego mocą jest szybkość.
  - Gantlos – długowłosy blondyn w kapeluszu, i czarnym skafandrze. Ma władzę nad falami sejsmicznymi.
  - Duman – mężczyzna z różowym mohawky’em na głowie noszący czarną szatę, potrafi przeistaczać się w zwierzęta oraz przybierać kształt innych ludzi.
- Tritannus (seria 5.) – kuzyn Layli oraz syn króla Neptuna i królowej Ligei. Ma brata Nereusa i siostrę Tressę. Został wtrącony do więzienia po próbie napadu na swojego brata. W więzieniu poznaje wiedźmy Trix. Tritannus posiada trójząb, w którym przechowuje wszystkie skradzione moce Selkies będące kluczami do bram każdej z planet. Potrafi wchłaniać szlam i zanieczyszczenia, dzięki czemu potrafi zmieniać się z syreny w mutanta. W ostatnim odcinku piątej serii zostanie wygnany do Oblivionu z magicznego wymiaru.
- Acheron (seria 6.) – potężny czarnoksiężnik, który stworzył świat Legendarium. To on namówił Selinę do zdrady wróżki Eldory, która się nią opiekowała.
- Kalshara (seria 7.) – zmiennokształtna czarodziejka, była przyjaciółka i współlokatorka późniejszej dyrektor Faragondy za czasów studiowania w Alfei. Ukradła z tajemnej komnaty w Alfei Dziką Magię, która przemieniła ją i jej brata w zwierzo-podobne postacie.
- Brafilius (seria 7.) – starszy brat Kalshary.
- Politea (seria 5., film 3.) – ma brązowe włosy i zielone oczy. Była najlepszą przyjaciółką Daphne i stoczyła z nią walkę przeciwko Prastarym Wiedźmom. Ostatecznie odwróciła się od Daphne, kiedy potrzebowała ona pomocy. Prastare Wiedźmy nie zlitowały się nad Politeą i zamieniły ją w kreaturę przypominającą smoka, a potem zamknęły ją w podwodnej jaskini przypominającej głowę rekina.
- Obscurum (seria 8.) – brat królowej Dorany i książę planety Lumenia. Podczas przechadzania się po pałacowych ogrodach napotyka na osłabionego Valtora. Czarnoksiężnik wykorzystuje ostatki swojej czarnej magii, aby przekształcić księcia w swojego podwładnego. Obscurum początkowo nadzoruje polowania Gwiezdnych Pożeraczy (Staryummi), lecz ostatecznie sam, bez zgody Valtora, dokonuje zamachu na swoją siostrę i przejmuje chwilowo tron Lumeni.

## Szkoły

### Alfea
To jedna z trzech najważniejszych szkół w świecie Magix. Uczą się w niej czarodziejki, które w przyszłości pragną zostać prawdziwymi Wróżkami Strażniczkami. Szkoła to różowoniebieski zamek z olbrzymim dziedzińcem. W budynku tym znajduje się także biblioteka, w której przechowywane są największe sekrety Magix, takie jak Kodeks, którego kiedyś szukał Lord Darkar. Młode czarodziejki uczą się tutaj o magii, eliksirach, transfiguracji, magiofilozofii i dobrych manierach. Nauczyciele są wykwalifikowani, wymagający i surowi. Dzięki temu młode czarodziejki uczą się jak używać swoich mocy do walki ze złem. Nauka w Alfei trwa od 3 do 5 lat. Dyrektorką szkoły jest Faragonda, w przeszłości jedna z członkiń Drużyny Światła walczącej z trzema prastarymi wiedźmami.

### Chmurna Wieża
Szkoła ucząca i kształtująca młode czarownice. Nauczyciele przed swoimi uczennicami odkrywają sekrety czarnej magii, udoskonalania czarów, rzucania klątw i sporządzania eliksirów. Siedziba tej szkoły znajduje się w olbrzymiej wieży, która mieści się w bardzo mrocznej części Magix. Do tej szkoły uczęszczały kiedyś Trix, lecz w pierwszym sezonie zostały wyrzucone. Dyrektorką szkoły jest wiedźma Griffin, w przeszłości jedna z członkiń Drużyny Światła walczącej z trzema prastarymi wiedźmami.

### Czerwona Fontanna
To szkoła dla specjalistów – czyli chłopców. Mieści się w budowli umieszczonej wysoko nad ziemią, przypominającej fontannę. Chłopcy, co prawda, nie uczą się tutaj czarować, ale są doskonałymi szermierzami, a ich specjalnością jest walka wręcz. Najczęściej swoje umiejętności ćwiczą między sobą, wykorzystując wielkie smoki. Często wykonują przeróżne misje, łapią niebezpieczne potwory, pomagają czarodziejkom z Alfei. Ich broń, jak i środki transportu są bardzo zaawansowane technologicznie. Dyrektorem szkoły jest czarodziej Saladin, jeden z członków Drużyny Światła walczącej z trzema prastarymi wiedźmami.

## Moce

### Poziomy mocy i ich zdolności
Czarodziejka może mieć wiele poziomów mocy. Oto te, które dotychczas się pojawiły:

### Transformacja
Pierwszy poziom umiejętności magicznych czarodziejki (we włoskiej, oryginalnej wersji używa się określenia la fata – „wróżka”, a w angielskiej używa się słowa ‘fairy’ – „elf”, u nas zostało to przetłumaczone po prostu „wróżka”, można jednak spokojnie użyć określenia „czarodziejka” – wł. maga). Przechodzi ona podczas niego przez metamorfozę. Pojawia się na niej błyszczący strój, buty, nowa fryzura, dodatki i biżuteria kojarząca się z mocą ów posiadaczki przemiany. Rosną jej także skrzydła. By wyzwolić w sobie dar transformacji, czarodziejka musi obudzić w sobie moc. Aby wywołać transformację trzeba zazwyczaj coś głośno zakomunikować lub wykonać jakiś gest, np. Winx przed transformacją wołają „Magia Winx” i krzyżują palce. Czarodziejka bez możliwości transformacji nie może ukończyć klasy pierwszej. Przemianę może przyjąć również wiedźma (przykład Mirty).

### Charmix
Drugi poziom magii czarodziejki. By otrzymać Charmix (ang. charm – „urok”), trzeba przezwyciężyć swoje największe lęki i słabości. Winx nabyły go w kolejności: Bloom, Stella, Musa, Layla/Aisha, Tecna, Flora. Przy transformacji czarodziejka zachowuje swój dawny strój z pierwszego poziomu mocy, otrzymuje jednak różne dodatki – najczęściej torebkę i broszkę. Charmix pozwala czarodziejce osiągnąć wyższy poziom siły, a także tworzy możliwość łączenia zaklęć. Dzięki niemu czarodziejki mogą połączyć swe siły, by wspólnie zaatakować wielką siłą. Charmix jest jedynym kluczem do ukończenia drugiej klasy w Alfei. Aby pomóc czarodziejkom w zdobyciu go, dyrektorka Faragonda naucza drugie klasy zajęć w Łączeniu Magii.
- Magia łączna lub Magia konwergencyjna – uzupełnienie magii Charmix. Przy użyciu tej mocy, czarodziejki łączą swoje siły, dzięki czemu może powstać nawet kolejna czarodziejka o wielu mocach (odc. 38). Jednak to zaklęcie wymaga koncentracji i nie zawsze działa poprawnie. Kiedy straci się nad nim kontrolę, jest w stanie nawet uderzyć w swojego twórcę (odc. 44). Magię łączną najczęściej wykorzystuje się w celu schwytania kogoś w pułapkę. Tworzy się wtedy zazwyczaj magiczną klatkę, złożoną z kilkunastu mocy (np. w Tajemnicy Zaginionego Królestwa wszystkie Winx rzuciły po jednym zaklęciu, przez co powstała Żywiołowa Bariera, coś w rodzaju klatki dla Mandragory). Magię konwergencyjną w pełni można przebudzić w sobie jedynie poprzez Charmix, kiedy jednak już się to zrobi, można jej używać także poprzez Enchantix, Believix, Harmonix, Sirenix, Bloomix, Mythix, Butterflix, Tynix oraz Cosmix.

### Enchantix
Enchantix (ang. enchant – „czarować”) to trzeci, ostatni znany magicznej ludzkości poziom mocy czarodziejki. Winx zdobyły go w takiej kolejności: Layla/Aisha, Stella, Musa, Flora, Tecna, Bloom. Po zdobyciu go uczennice stają się pełnoprawnymi czarodziejkami. Po jego zdobyciu można opuścić Alfeę bez skończenia czwartej i piątej klasy. By dostać Enchantix, należy pokazać prawdziwe poświęcenie dla swojego świata (np. uratować planetę lub jej mieszkańca). Wyjątek pojawia się w sytuacji Bloom, której planeta została zniszczona. W takim przypadku czarodziejka otrzymuje Enchantix poprzez medytację i dzięki koncentracji. Przemiana ta jednakże nigdy nie będzie wtedy kompletna. Czarodziejka nie będzie mogła zmniejszyć swych rozmiarów. A właśnie na to pozwala Enchantix. Skrzydła Enchantixu są bardzo delikatne, a pył wydobywający się z nich ma właściwości lecznicze, czarodziejka strzepuje odrobinę pyłu do amuletu, którym rysuje jego kształt, dzięki czemu może używać pyłu efektowniej, może też zebrać go trochę do rąk, jak Layla w odcinku „Drużyna Światła”. Podczas tej transformacji czarodziejka otrzymuje nowy kostium i większe skrzydła, buty na obcasie zostają zastąpione przez ozdobne linki. W transformacji Enchantix nie można jednak wykorzystać Charmixu, który jest do tej transformacji wymagany.
- Magiczny pył – moc pojawiająca się równocześnie z Enchantix. Skrzydła Enchantix są dość delikatne i wytwarzają czarodziejski pyłek, obdarzony magicznymi właściwościami. Magicznego Pyłu używa się, by uleczyć ranne osoby, rośliny, zwierzęta itd., a także by coś zniszczyć, np. drzwi, klatkę, ścianę. Magiczny Pył jest bardzo skuteczny i niezwykle potężny. Potrafi również otwierać zamki i leczyć ludzi ze stanu obłąkania, kiedy są zahipnotyzowani przez złe moce, lub rzucono na nich czarne klątwy. Czarodziejka jest w stanie wytworzyć Magiczny Pył jedynie przy pomocy Enchantix, gdy przejdzie w proces Believix lub inny, traci możliwość posługiwania się tą zdolnością.
- Minimalizacja – czyli po prostu możliwość zmniejszania swoich rozmiarów. Czarodziejki dzięki temu, że się zmniejszą do wielkości elfów, mogą bez problemu przelecieć niezauważone lub wejść do zamkniętych pomieszczeń poprzez mały otwór.

### Wróżka Strażniczka
O funkcję tę starają się wszystkie czarodziejki po tym jak zdobywają Charmix i Enchantix. Wówczas są poddawane próbie odwagi i poświęcenia. Tylko niektórzy zasługują na ten ważny urząd, polegający na ochronie własnego świata. Dzięki temu, że czarodziejka zaczyna być Wróżką Strażniczką (wł. La Fata Madrina – dosłownie „Wróżka Matka Chrzestna”), automatycznie kończy swoją naukę w szkole. Winx otrzymały ten zaszczyt w pierwszym filmie pełnometrażowym Klub Winx – Tajemnica Zaginionego Królestwa po niespełna trzech latach nauki. Niestety z wyjątkiem Bloom, gdyż ta nie miała świata (ani ludzi, rodziny), z którego pochodzi i o który mogłaby dbać (dopiero później go odnalazła i uratowała). Po uratowaniu biologicznych rodziców i ojczystej planety, Bloom staje się Wróżką Strażniczką, jak i zyskuje pełną moc Enchantix (potwierdza to lektor w filmie na samym końcu). W 4. serii wraca jako nauczycielka w Alfei i dokonuje przemiany w Mini-Czarodziejkę.

### Believix – moc ziemskich czarodziejek
Believix (ang. believe – „wiara”) to nic innego jak „prywatna” moc ziemskich czarodziejek. Jest czwartym poziomem mocy. Może narodzić się tylko i wyłącznie na Ziemi, bo to ziemskie czarodziejki ją stworzyły. Czarodziejka z innego świata, może zdobyć tę przemianę i wszystkie moce z nią związane, ale tylko jeśli sprawi, że ktoś, kto nie wierzy w magię, nagle zacznie ją doceniać. Wówczas następuje przemiana. Believix może zdobyć każda czarodziejka z jakiegokolwiek świata, nawet taka, która nie ma Charmix ani Enchantix. Wystarczy tylko, aby miała zadatki na czarodziejkę (pochodzenie, magiczne zdolności, geny itd.) i aktualnie przebywała na Ziemi.
Winx dostały Believix dzięki temu, że Roxy w nie uwierzyła. Natomiast nowe przemiany Sophix i Lovix, otrzymały dzięki Darom Przeznaczenia, które wręczyły im Eteryczne Czarodziejki. Każda z Winx posiada swoją indywidualną siłę Believix, ale wszystkie tyczą się właśnie wiary. Budzą i ożywiają wiarę w innych ludziach, to dodaje czarodziejkom jeszcze większych sił. Siła życia – to magia Bloom, pozwala jej leczyć, a nawet ożywiać ciężko ranne osoby. Ocean światła – czar Stelli pozwalający uspokoić się i rozluźnić. Jasne serce – używa go Musa i dzięki tej mocy otwiera ludzkie serca dla innych. Oddech życia – magia Flory, ożywia w ludziach wrażliwość na piękno natury. Skarb umysłu – czar, który pozwala Tecnie rozjaśnić umysły innych, by zrozumieli swoje błędy. Duch odwagi – zaklęcie należy do Layli i dodaje ludziom odwagi.
Believix posiada również moc ogólną – polega na zmianie skrzydełek na inne, które mają indywidualne możliwości. Każdą z tych mocy można używać do woli, wystarczy je w sobie odkryć. Tylko Roxy nie może ich jeszcze używać, ponieważ nie opanowała w pełni swojej siły.
- Speedix (ang. speed – „prędkość”) – jak sama nazwa wskazuje, skrzydełka te pozwalają poruszać się bardzo szybko, idealna moc przystosowana do pościgów lub ucieczki.
- Zoomix (ang. zoom – „zbliżenie”) – dzięki tym skrzydłom można przez przeszkód podróżować, służą jak teleportacja w wybrane przez siebie miejsce.
- Tracix (ang. trace – „ślad”) – to taki bilet do przeszłości. Dzięki temu można dowiedzieć się, co działo się jakiś czas wcześniej w miejscu, w którym się aktualnie przebywa.

Istnieją różne rodzaje Believix – jest to naprawdę bardzo rozbudowana moc. Każda grupa czarodziejek ziemskich dostosowała swoje moce do miejsc, w których mieszka, żyje, pracuje. Istnieją chociażby ziemskie czarodziejki natury, czarodziejki lodu i cała masa innych. Niestety, nie można tych mocy zdobyć od tak, każda z tych sił posiada swoje źródło w miejscu, z którego pochodzi (znowu decydują o tym geny lub miejsce zamieszkania).
- Dar Mądrości, Sophix – moc ziemskich czarodziejek natury. Nazwa wywodzi się od jednego z gatunków orchidei (łac. sophronitis). Nasze Winx dostały ją w postaci kwiatu (właśnie orchidei) wówczas, jak wybierały się do dżungli, gdzie jest cała masa magicznych stworzeń, roślin i innych niespodzianek. Trudno byłoby im się poruszać po tym terenie, gdyby nie ta moc. Pozwala im na bezproblemowe pokonanie sił natury. Przedstawicielką tego rodzaju Believix jest czarodziejka Diana.
- Dar serca, Lovix – moc czarodziejek mieszkających w wiecznie zaśnieżonej części świata. Nazwa powstała z racji tego, iż Winx dostały ją w postaci lodowych serc (ang. love – „miłość”). Przemieniając się, Winx otrzymały kolorowe futerka, która zupełnie odchodzą od znanych dotychczas stroi. Prawie w całości są pozakrywane, dzięki czemu mogą przez problemu poruszać się w tym lodowatym miejscu. Przedstawicielką Lovix jest czarodziejka Aurora.

### Harmonix – dar Opiekunek Sirenix
Harmonix (ang. harmony – „harmonia”). Jest to moc pomocnicza, która ma pomóc Winx zdobyć mocy Sirenix. Dziewczyny dostały ją od swoich pomocniczek w zdobyciu nowego poziomu magii. Pojawia się ona w sezonie piątym. Harmonix pozwala oddychać pod wodą oraz używać czarów na dnie mórz

### Sirenix – dar Źródła Sirenix
Sirenix (wł. sirena – „syrena”). Jest to pradawna moc z 5 sezonu serialu. Zrodzona jest ona z oceanu. Żeby ją zdobyć trzeba odnaleźć księgę Sirenix i znaleźć dla niej 3 klejnoty: wiary w siebie, współczucia i odwagi. Później należy odnaleźć źródło Sirenix które znajduje się w jeziorze Roccaluce. Największa moc w oceanie magicznym. Można oddychać pod wodą i otwierać przejście do Nieskończonego Oceanu. Pozwala na porozumiewanie się z wodnymi zwierzętami. W sezonie 8 podczas wyprawy w głębiny planety Andros, Winx ponownie używają Sirenix, co pokazuje, że czarodziejka uzyskując nowy poziom transformacji nie traci poprzedniego.

### Bloomix – dar płomienia smoka
Bloomix (ang. blooming – „rozkwitać”). Nowa transformacja w 6 sezonie. Powstaje ona na cześć Bloom i Płomienia Smoka. By zdobyć Bloomix, trzeba zdobyć płomień smoka w postaci klejnotów Bloomix oraz wykazać się dobrymi i odważnymi uczynkami, godnymi czarodziejki. Pierwsza dostaje go Flora, drugie Layla i Stella, trzecie Musa i Tecna, a ostatnia Bloom.

### Mythix – moc czarodziejek ze Świata Legendarium
Mythix (gr. μύθος, mýthos – „legenda”). Czarodziejki z wymiaru legend również posiadają wielką moc Mythix. Muszą odnaleźć w sobie mnóstwo siły, aby dostąpić tej transformacji. Jest to bowiem ich naturalna siła, która płynie prosto z serca. Nie muszą nic udowadniać, żeby zdobyć starożytne różdżki i zdobyć tę przemianę, wystarczy, że uwierzą w siebie. W przeciwieństwie do wszystkich innych czarodziejek z Magicznego Wymiaru i Ziemi, czarodziejki z wymiaru legend mogą używać swoich mocy Mythix nie tylko w Świecie Legendarium, ale również poza nim. Dzięki radom Eldory, Winx kończą poszukiwanie magicznych przedmiotów i wybierają się w podróż nad Morze Karaibskie, do kanadyjskich lasów i wielu innych wspaniałych miejsc, próbując odnaleźć klucz, który zamknie na zawsze Legendarium. Podczas ceremonii dziewczyny otrzymują różdżki będące czymś w postaci kluczy do świata legend. Po tym jak Legendarium zostało zamknięte na zawsze, Mythix stał się nieosiągalny dla czarodziejek i w jego posiadanie mogą wejść już tylko Legendarne czarodziejki.

### Butterflix – dar Kopołków
Butterflix (ang. butterfly – „motyl”), pradawna moc przekazywana przez Kopołki, magiczne stworzenia kretopodobne. Klub Winx cofa się w czasie, aby odkryć tajemnicę Pierwszego Koloru we Wszechświecie. Natrafia na zmiennokształtną Kalsharę i jej brata Brafilliusa. Kiedy złe rodzeństwo atakuje bezbronne Kopołki, na polanie niedaleko Alfei, Winx używają swojej transformacji Bloomix, by ich pokonać. W zamian magiczne stworzenia ofiarują Winx swój magiczny dar, przesyłając im tysiące jaskrawych, latających motyli, które niosą w sobie moc transformacji Butteflix. Dostają go wszystkie czarodziejki, prócz stojącej pośród nich Roxy. Przyroda może obdarować czarodziejki mocą Butterflixu, bowiem jeśli udowodnią, że są prawdziwymi obrończyniami Czarodziejskich Zwierząt.

### Tynix – dar czarodziejskich zwierząt
Tynix (ang. tiny – „malutki”), moc wywodząca się z więzi pomiędzy czarodziejką a jej czarodziejskim zwierzęciem. Tylko wtedy, gdy między nimi utworzy się solidna więź zbudowana na zaufaniu, czarodziejki otrzymują swoje magiczne bransolety Tynix. Dzięki nimi mogą zmniejszyć się do mikroskopijnych rozmiarów i pomóc naturze zwalczać zło w najmniejszych zakamarkach Magicznego Wymiaru. Podczas zabawnego treningu czarodziejskich zwierząt z Roxy; pomiędzy zwierzakami a Winx dochodzi do magicznego połączenia. Dla postaci dookoła czas się zatrzymuje, a czarodziejki przenoszą się do nieokreślonego wymiaru poza czasem i rzeczywistością, gdzie poznają swoje nowe moce. Wraz z czarodziejkami transformację otrzymują również ich magiczne zwierzęta. Kluczowym motywem przemiany są kolorowe i bardzo błyszczące kamienie szlachetne, min. diamenty.

### Cosmix – moc gwiazd
Cosmix (ang. cosmos – „kosmos”). Królowa planety Lumenia prosi Winx, o pomoc w uratowaniu jednego z kanałów energetycznych jej planety, które są dla niej źródłem światła we Wszechświecie, jak i życia na samej planecie. Po pokonaniu wysłanników Valtora i odżywieniu magicznego źródła kanału, Królowa obdarowuje czarodziejki gwiezdną mocą Cosmix, która pomoże czarodziejkom eksplorować świat kosmosu Magicznego Wymiaru. Głównym elementem stroju czarodziejki są kolorowe gwiazdki oraz wzory w kratkę. Magia Cosmix słynie z konwergencji, za pomocą której czarodziejki mogą wspólnie naprawić zniszczone jądro każdej planety.

### Transformacje używane w poszczególnych sezonach
| Seria | Transformacja | Transformacja | Transformacja | Transformacja | Transformacja | Transformacja | Transformacja | Transformacja | Transformacja | Transformacja | Transformacja |
| Seria | Transformacja | Charmix       | Enchantix     | Believix      | Harmonix      | Sirenix       | Bloomix       | Mythix        | Butterflix    | Tynix         | Cosmix        |
| ----- | ------------- | ------------- | ------------- | ------------- | ------------- | ------------- | ------------- | ------------- | ------------- | ------------- | ------------- |
| 1.    | ●             |               |               |               |               |               |               |               |               |               |               |
| 2.    | ●             | ●             |               |               |               |               |               |               |               |               |               |
| 3.    | ●             |               | ●             |               |               |               |               |               |               |               |               |
| 4.    |               |               | ●             | ●             |               |               |               |               |               |               |               |
| 5.    |               |               |               | ●             | ●             | ●             |               |               |               |               |               |
| 6.    |               |               |               |               |               | ●             | ●             | ●             |               |               |               |
| 7.    |               |               |               |               |               |               | ●             |               | ●             | ●             |               |
| 8.    |               |               | ●             |               |               | ●             |               |               | ●             |               | ●             |

## Spis serii
| Seria            | Odcinki                         | Oryginalna emisja    | Oryginalna emisja    | Oryginalna emisja    | Oryginalna emisja   |
| Seria            | Odcinki                         | Premiera serii       | Finał serii          | Premiera serii       | Finał serii         |
| Serie oryginalne | Serie oryginalne                | Serie oryginalne     | Serie oryginalne     | Serie oryginalne     | Serie oryginalne    |
| ---------------- | ------------------------------- | -------------------- | -------------------- | -------------------- | ------------------- |
| 1.               | 26                              | 28 stycznia 2004     | 26 marca 2004        | 1 lipca 2004         | 26 lipca 2004       |
| 2.               | 26                              | 19 kwietnia 2005     | 14 lipca 2005        | 3 września 2005      | 8 października 2005 |
| 3.               | 26                              | 29 stycznia 2007     | 28 marca 2007        | 30 kwietnia 2007     | 21 lipca 2007       |
| Film             | Tajemnica Zaginionego Królestwa | 27 listopada 2007    | 27 listopada 2007    | 5 grudnia 2008       | 5 grudnia 2008      |
| 4.               | 26                              | 15 kwietnia 2009     | 13 listopada 2009    | 5 października 2009  | 25 lutego 2010      |
| Film             | Magiczna przygoda               | 29 października 2010 | 29 października 2010 | 2 grudnia 2011       | 2 grudnia 2011      |
| 5.               | 26                              | 16 października 2012 | 24 kwietnia 2013     | 14 października 2012 | 2 września 2013     |
| 6.               | 26                              | 6 stycznia 2014      | 4 sierpnia 2014      | 9 czerwca 2014       | 20 sierpnia 2014    |
| Film             | Tajemnica morskich głębin       | 4 września 2014      | 4 września 2014      | 3 października 2014  | 3 października 2014 |
| 7.               | 26                              | 21 września 2015     | 3 października 2015  | 10 sierpnia 2015     | 13 stycznia 2016    |
| 8.               | 26                              | 15 kwietnia 2019     | 17 września 2019     | 20 kwietnia 2020     | 12 maja 2020        |
| Reboot           |                                 |                      |                      |                      |                     |
| 1.               | 26                              | wrzesień 2025        | b.d.                 | 2 października 2025  | b.d.                |

### Odcinki specjalne
W 2011 roku Nickelodeon rozpoczął prace nad odcinkami specjalnymi pierwszego sezonu. Seria odcinków tych miała na celu przypomnienie i odświeżenie historii. Pierwsza seria (która liczyła 26 odcinków po 23 min) została zmieszczona w trzech epizodach, każdy z nich liczył ok. 50 min. Grafika wraz z muzyką i efektami dźwiękowymi zostały poprawione i odnowione. Większość zbędnych detali została pominięta, a w odcinkach pokazano jedynie najważniejsze wątki. Niektóre elementy w wyglądzie postaci zostały drastycznie zmienione, np. stroje głównych bohaterek. Akcja serii toczy się szybko i sprawnie, zmierzając do głównego wątku, czyli odnalezienia w Bloom jej naturalnych mocy oraz pokonania wiedźm Trix. Czwarty telewizyjny film opowiada skróconą fabułę drugiej serii, gdzie nowopoznana czarodziejka Layla musi pokonać potężnego mrocznego Feniksa - Lorda Darkara.

## Magazyn „Winx Club”
Media Service Zawada w 2006 roku rozpoczął wydawanie magazynu „Winx Club” w Polsce, który istnieje do dziś. Opowiada losy każdej z głównych bohaterek, które mają miejsce pomiędzy wydarzeniami z serialu „Winx Club”. Komiks zawarty w magazynie różni się od faktów podanych w serialu. Pojawia się tam także cała masa nowych postaci i sytuacji. Oprócz komiksu magazyn zawiera informacje dotyczące mocy, urody, szkoły, problemów i życia współczesnych nastolatek. Czasopismo kierowane jest dla osób między 8 a 16 rokiem życia. Wychodzi raz w miesiącu, a do każdego numeru dołączony jest prezent. W 2020 roku z powodu spadków sprzedażowych wywołanych ogólnoświatową pandemią, firma MSZ postanowiła zakończyć produkcję magazynu w Polsce.

## Polskie wydarzenia
| Data wydarzenia   | Nazwa                                                            | Miejsce                       | Organizator                | Sponsorzy                                           |
| ----------------- | ---------------------------------------------------------------- | ----------------------------- | -------------------------- | --------------------------------------------------- |
| 28 września 2014  | Pokaz przedpremierowy filmu Winx Club: Tajemnica morskich głębin | Kino Atlantic w Warszawie     | Media Serwis Zawada        | COBI, Teletoon+                                     |
| 13 grudnia 2014   | Bal Winx                                                         | Pałac Prymasowski w Warszawie | European Licensing Company | Puls 2, COBI, Trefl, Magazyn Winx Club, MSC Cruises |
| 3–6 września 2015 | Oficjalny I Zlot Fanów Klubu Winx                                | Jesolo                        | Rainbow Srl                | Puls 2 (Polska)                                     |
| 2–4 września 2016 | Oficjalny II Zlot Fanów Klubu Winx                               | Lignano Sabbiadoro            | Rainbow Srl                | brak                                                |
| 1 kwietnia 2017   | Baw się modą z Winx                                              | Warszawa                      | Media Service Zawada       | Wydawnictwo Wilga                                   |

## Wersja włoska (oryginalna)

### Serie I-III
Opracowanie i udźwiękowienie wersji włoskiej: DIGIDUB, na zlecenie: Rainbow S.p.A.

Reżyseria: Dario De Santis

Asystent reżysera: Alida Brandi

Dialogi:
- Angelo Poggi
- Dario De Santis
- Emanuela Amato

Udział wzięli:
- Bloom – Letizia Ciampa
- Flora – Ilaria Latini
- Stella – Perla Liberatori
- Musa – Gemma Donati
- Tecna – Domitilla D’Amico
- Layla (od serii II) – Laura Lenghi
- Icy – Tatiana Dessi
- Darcy – Federica De Bortoli
- Stormy – Valeria Vidali
- Mike – Roberto Certoma'
- Vanessa – Barbara de Bortoli
- Faragonda – Roberta Greganti
- Gryzelda – Franca Lumachi
- Profesor Avalon – Stefano Crescentini
- Palladium – Vittorio Guerrieri
- Wizgiz – Mino Caprio
- Sky – Alessandro Quatra
- Brandon – Massimiliano Alto (odcinki 1-77), Gianluca Crisafi (odcinki 78)
- Riven – Mirko Mazzanti
- Timmy – Corrado Conforti
- Lord Darkar (seria II) – Fabrizio Temperini
- Helia – Francesco Pezzulli
- Valtor (seria III, VIII) – Guido Di Naccio
- Nabu – Sasha de Toni

### Serie IV-VIII
Opracowanie wersji włoskiej: Sample S.r.l., na zlecenie: Rainbow S.p.A.

Udźwiękowienie: Fono Roma Film Recording

Dźwięk i montaż: Francesco Rossigno, Matteo Agliata

Dialogi: Alessia Marziano, Martina Raimo

Reżyseria:
- Perla Liberatori
- Patrizia Salmoiraghi (seria IV)
- Alessio Pelicella (seria V)

Asystenci reżysera:
- Micaela Mancinelli (seria IV)
- Claudia Corazza (seria IV)
- Fabio Greco (seria IV)
- Julia Sanfilippo (seria V)
- Carolina Quitadamo (seria V)

Dodatkowo udział wzięli:
- Roxy – Debora Magnaghi (seria IV-obecnie)
- Daphne – Raffaella Castellini (seria I-IV), Connie Bismuto (od serii V)
- Morgana – Alessandra Cassioli
- Marion – Rachele Paolelli
- Nereus – Marco Vivio
- Radius – Pasquale Anselmo
- Roy – Emanuele Ruzza
- Tritannus – Alberto Bognanni
- Tressa – Eleonora Reti

## Wersja polska
| Lista osób biorących udział przy powstawaniu polskiej wersji językowej                                    |                                     | | |                                   |                                                                                      | |
| Sezon | Studio                              | Reżyser | Dialogi | Kierownik produkcji               | Teksty piosenek                                                                      | Dźwięk |
| Sezony 1-3                                                                                                | Studio Eurocom                      | Andrzej Precigs (odc. 1-26) Dorota Prus-Małecka (odc. 27-78)                                                                 | - Berenika Wyrobek (odc. 1, 3, 5, 7, 10-12, 16-17, 19, 21, 23, 26-33, 35-38, 41-42), - Katarzyna Precigs (odc. 2, 4, 6, 8-9, 13-15, 18, 20, 22, 24-25), - Dorota Prus-Małecka (odc. 34), - Aleksandra Rojewska (odc. 39-40, 43-45, 47-48, 61, 69-72), - Anna Niedźwiecka (odc. 46, 49-52), - Maciej Wysocki (odc. 53-56, 59-60, 62-68, 73-78), - Hanna Górecka (odc. 57-58) | Marzena Omen-Wiśniewska           | Andrzej Gmitrzuk                                                                     | - Jacek Kacperek (odc. 1-52, 63-66), - Krzysztof Podolski (odc. 53-62, 67-78) |
| Sezon 4                                                                                                   | STUDIO SONICA                       | Jerzy Dominik | Olga Świerk | Agnieszka Kudelska                | Marek Krejzler                                                                       | Maciej Sapiński |
| Odcinki specjalne, serie III, V-VII                                                                       | Start International Polska          | Anna Apostolakis | - Magdalena Dwojak (odc. S1, S3-S4, 53-78, 131-182), - Witold Surowiak (odc. S2), - Anna Niedźwiecka (odc. 105-130) | Anna Kuszewska                    | - Magdalena Dwojak (odc. 53-78, 131-156), - Anna Niedźwiecka (odc. 105-130, 157-182) | - Grzegorz Ogorzały (odc. S1-S4, 53-78, 105-114, 117-120), - Jerzy Wierciński (odc. 115-116, 121-182) - Jakub Szydłowski (odc. 53-78), - Piotr Gogol (odc. 105-130), - Jerzy Wierciński (odc. 131-182) |
| Sezon 8                                                                                                   | STUDIO SONICA                       | Izabella Bukowska-Chądzyńska                                                                                                 | Joanna Kuryłko | Agnieszka Kudelska                | Sebastian Machalski                                                                  | - Maciej Brzeziński (odc. 183-195), - Maciej Sapiński (odc. 196-208) |
| Lista polskich aktorów i aktorek dubbingowych biorących udział przy powstawaniu polskiej wersji językowej |                                     | | |                                   |                                                                                      | |
| Postać | Dubbing wersja Teletoon+            | Dubbing wersja Nickelodeon                                                                                                   | Dubbing wersja MiniMax/ZigZap | Dubbing wersja Netflix            | Dubbing wersja filmowa                                                               | Dubbing wersja Cenega Polska |
| Bloom | Marta Czarkowska (sezon 8)          | Katarzyna Owczarz (sezony 5-7)                                                                                               | Magdalena Krylik (sezony 1-3) Katarzyna Owczarz (sezon 4) | Marta Czarkowska (Świat Winx)     | Magdalena Krylik (filmy 1-2) Katarzyna Owczarz (film 3)                              | Katarzyna Łaska |
| Stella | Zuzanna Galia (sezon 8)             | Krystyna Kozanecka (sezon 5) Zuzanna Galia (sezony 6-7)                                                                      | Krystyna Kozanecka (sezony 1-4) | Antonina Kozłowicz (Świat Winx)   | Joanna Węgrzynowska-Cybińska (filmy 1-2) Zuzanna Galia (film 3)                      | Elżbieta Futera-Jędrzejewska |
| Flora | Magdalena Wasylik (sezon 8)         | Anna Wiśniewska (sezon 5-7)                                                                                                  | Anna Wiśniewska (sezony 1-4) | Magdalena Wasylik (Świat Winx)    | Marta Żmuda Trzebiatowska (film 1) Joanna Pach (film 2) Anna Wiśniewska (film 3)     | Marta Dobecka |
| Musa | Agnieszka Kudelska (sezon 8)        | Agnieszka Kudelska (sezon 5-7)                                                                                               | Iwona Rulewicz (sezony 1-3) Agnieszka Kudelska (sezon 4) | Joanna Kudelska (Świat Winx)      | Katarzyna Łaska (filmy 1-2) Agnieszka Kudelska (film 3)                              | Izabella Bukowska-Chądzyńska |
| Tecna | Marta Dylewska (sezon 8)            | Katarzyna Łaska (sezon 5-7)                                                                                                  | Mirosława Niemczyk (sezon 1) Dorota Kawęcka (sezony 2-3) Katarzyna Łaska (sezon 4) | Marta Dylewska (Świat Winx)       | Monika Kwiatkowska (filmy 1-2) Katarzyna Łaska (film 3)                              | Marta Dylewska |
| Layla/Aisha                                                                                               | Magdalena Herman-Urbańska (sezon 8) | Magdalena Krylik (sezon 5-7)                                                                                                 | Brygida Turowska (sezony 2-4) | Dorota Furtak-Masica (Świat Winx) | Brygida Turowska (filmy 1-2) Magdalena Krylik (film 3)                               | Brygida Turowska |
| Roxy | bohater nie występuje               | Marta Kurzak (sezon 5) Barbara Melzer (sezon 6) Beata Łuczak (sezon 6) Monika Wierzbicka (sezon 6) Klementyna Umer (sezon 7) | Klementyna Umer (sezon 4) | Marta Dobecka (Świat Winx)        | bohater nie występuje                                                                | brak informacji |
| Icy | Beata Wyrąbkiewicz (sezon 8)        | Joanna Pach (sezon 5-7) | Brygida Turowska (sezony 1-3) | bohater nie występuje             | Anna Sztejner (film 1) Julia Kołakowska-Bytner (film 2) Joanna Pach (film 3)         | bohater nie występuje |
| Darcy | Agnieszka Fajlhauer (sezon 8)       | Agnieszka Fajlhauer (sezon 5-7)                                                                                              | Joanna Pach (sezon 1) Aleksandra Rojewska (sezony 2-3) | bohater nie występuje             | Klementyna Umer (film 2) Agnieszka Fajlhauer (film 3)                                | bohater nie występuje |
| Stormy | Kinga Ilgner (sezon 8)              | Beata Jankowska-Tzimas (sezon 5-7)                                                                                           | Cynthia Kaszyńska (sezony 1-3) | bohater nie występuje             | Anna Sroka (film 2) Beata Jankowska-Tzimas (film 3)                                  | bohater nie występuje |
| Sky | Damian Kulec (sezon 8)              | Jacek Kopczyński (sezon 5-7)                                                                                                 | Jacek Kopczyński (sezony 1-4) | bohater nie występuje             | Waldemar Barwiński (filmy 1-2) Jacek Kopczyński (film 3)                             | Cezary Nowak |
| Brandon                                                                                                   | Paweł Ciołkosz (sezon 8)            | Janusz Wituch (sezon 5-7) | Janusz Wituch (sezony 1-4) | bohater nie występuje             | Piotr Bajtlik (film 1) Michał Konarski (film 2)                                      | brak informacji |
| Riven | Mateusz Weber (sezon 8)             | Paweł Ciołkosz (sezon 5-7)                                                                                                   | Paweł Szczesny (sezony 1-3) Bartłomiej Magdziarz (sezon 4) | bohater nie występuje             | Piotr Kupicha (film 1) Krzysztof Szczerbiński (film 2)                               | bohater nie występuje |
| Timmy | Tomasz Błasiak (sezon 8)            | Józef Pawłowski (sezon 5-7)                                                                                                  | Józef Mika (sezon 1) Cezary Kwieciński (sezony 2-3) Grzegorz Drojewski (sezon 4) | bohater nie występuje             | Jakub Szydłowski (film 1) Karol Wróblewski (film 2)                                  | bohater nie występuje |
| Helia | Piotr Bajtlik (sezon 8)             | Robert Kuraś (sezon 5-7) | Jacek Kopczyński (sezon 2) Jarosław Domin (sezony 3) Paweł Ciołkosz (sezon 4) | bohater nie występuje             | Tomasz Steciuk (film 1) Dariusz Błażejewski (film 2)                                 | bohater nie występuje |
| Nabu | bohater nie występuje               | Michał Podsiadło (sezon 3) Andrzej Hausner (sezon 5)                                                                         | Cezary Kwieciński (sezony 3) Modest Ruciński (sezon 4) | bohater nie występuje             | Cezary Kwieciński (film 2)                                                           | bohater nie występuje |
| Roy | bohater nie występuje               | Rafał Fudalej (sezon 5) | bohater nie występuje | bohater nie występuje             | bohater nie występuje                                                                | bohater nie występuje |
| Nex | brak informacji                     | Otar Saralidze (sezony 6-7)                                                                                                  | bohater nie występuje | bohater nie występuje             | bohater nie występuje                                                                | bohater nie występuje |
| Lord Darkar                                                                                               | bohater nie występuje               | Michał Sitarski (Odcinek Specjalny IV)                                                                                       | Krzysztof Zakrzewski (sezon 2) | bohater nie występuje             | bohater nie występuje                                                                | bohater nie występuje |
| Valtor | Kamil Pruban (sezon 8)              | Grzegorz Kwiecień (sezon 3)                                                                                                  | Tomasz Błasiak (sezon 3) | bohater nie występuje             | bohater nie występuje                                                                | bohater nie występuje |
| Ogron | bohater nie występuje               | bohater nie występuje | Tomasz Kozłowicz (sezon 4) | bohater nie występuje             | bohater nie występuje                                                                | brak informacji |
| Duman | bohater nie występuje               | bohater nie występuje | Waldemar Barwiński (sezon 4) | bohater nie występuje             | bohater nie występuje                                                                | brak informacji |
| Anagan | bohater nie występuje               | bohater nie występuje | Jakub Szydłowski (sezon 4) | bohater nie występuje             | bohater nie występuje                                                                | brak informacji |
| Gantlos                                                                                                   | bohater nie występuje               | bohater nie występuje | Jakub Wieczorek (sezon 4) | bohater nie występuje             | bohater nie występuje                                                                | brak informacji |
| Tritannus                                                                                                 | bohater nie występuje               | Otar Saralidze (sezon 5) | bohater nie występuje | bohater nie występuje             | Jacek Król (film 3)                                                                  | bohater nie występuje |
| Selina | bohater nie występuje               | Marta Dylewska (sezon 6) | bohater nie występuje | bohater nie występuje             | bohater nie występuje                                                                | bohater nie występuje |
| Faragonda                                                                                                 | Brygida Turowska (sezon 8)          | Jolanta Wołłejko (sezon 5-7)                                                                                                 | Cynthia Kaszyńska (sezony 1-3) Jolanta Wołłejko (sezon 4) | bohater nie występuje             | Elżbieta Kijowska (filmy 1-2) Jolanta Wołłejko (film 3)                              | bohater nie występuje |
| Gryzelda                                                                                                  | Bożena Furczyk (sezon 8)            | Anna Sroka (sezon 5-7) | Krystyna Królówna (sezon 1) Ewa Serwa (sezony 2-3) Izabela Dąbrowska (sezon 4) | bohater nie występuje             | Anna Sztejner (film 1) Barbara Kałużna (film 2) Anna Sroka (film 3)                  | bohater nie występuje |
| Daphne | bohater nie występuje               | Beata Wyrąbkiewicz (sezon 5-7)                                                                                               | Brygida Turowska (sezon 1-3) | bohater nie występuje             | Izabella Bukowska-Chądzyńska (filmy 1-2)                                             | bohater nie występuje |

## Gry
Na podstawie serialu animowanego powstało wiele gier komputerowych PC, tych dostępnych na konsole min. takich jak: Nintendo DS, Game Boy Advance oraz Wii, jak również na telefony komórkowe z Android i iOS.
- Winx Club PC Game – wydana w 2005[51] roku przez firmę Konami, na platformy PC, PS2 i Game Boy Advance[52]. Fabuła serialu opiera się na przygodach czarodziejki Bloom, która przemierza znane z serialu krainy – park w rodzinnym mieście Gardenia, Szkoła Alfea, Chmurna Wieża – by pokonać czarownice Trix, które zakłócają pokój w wymiarze Magix[53]. Jest to gra jednoosobowa. gdzie podczas rozgrywki poruszamy się tylko jedną postacią, natomiast kiedy dochodzi do walki z bossem, do pomocy dołączają przyjaciółki Bloom. Podczas rozgrywki przeplatają się fragmenty serialu animowanego, bądź takie w stylu komiksowym[54]. Klipy wideo użyte w grze pochodzą z amerykańskiej wersji dubbingu przygotowanej przez stację 4Kids, która nigdy nie była emitowana w Polsce.
- Avventura a Torrenuvola - gra platformowa wydana w 2005 roku we Włoszech przez firmę Ferrero. Fabuła opiera się na pierwszym sezonie, gdzie wcielając się w jedną z Winx musimy odnaleźć pierścień Stelli skradziony przez wiedźmy Trix.
- Winx Club: Join the Club – Gra została wydana na PSP w 2007 roku. Bohaterki przenoszą się do wirtualnego świata w którym rządzi Lord Darkar, który chce zdobyć cztery części emblematu, dzięki czemu stanie się potężniejszy.
- Winx Club Secret Diary 2009 - program wydany na urządzenia Nintendo DS emulujący wirtualny pamiętnik każdego fana czarodziejek z klubu Winx, w którym zawarte było sześć mini-gier wzorowanych na każdej z Winx.
- Winx Club: The Quest for the Codex - wydana na konsole Game Boy Advance oraz Nintendo DS gra przygodowa RPG, w której bohaterowie wcielają się w dziewczyny z klubu Winx, na których drodze stają Trix i Lord Darkar. Głównym elementem gry są różnorodne logiczne mini-gry.
- Winx Club: Mission Enchantix - wydana w 2008 roku na urządzenia Nintendo DS gra przygodowa, w której na podstawie wielu mini-gier i fabuły w stylu klasycznych gier RPG czarodziejki muszą pokonać potężnego czarownika Valtora i sprzymierzone z nim trio wiedź Trix.
- Seria Winx od Cenega[55] – Produkcje rosyjskiego studia Karkusha Studios, wydana w Polsce w latach 2011–2012, na platformę PC. Gry opowiadają krótkie przygody czarodziejek z Winx, które umiejscowione są fabułą w 4 sezonie serialu animowanego. W części sterujemy czarodziejkami i ich pupilami ze sklepu Love&Pet. W części gier, gdzie użyta została metoda modelowania postaci CGI, gracz ma możliwość stworzenie własnej czarodziejki. W Polsce ukazały się gry[56]:
  - Winx Club: Urodziny Bloom - czarodziejki z Winx zapraszają głównego bohatera do stworzenia przyjęcia niespodzianki dla Bloom, która ma niedługo urodziny.
  - Winx Club: Dookoła świata - Winx muszą wyruszyć w podróż dookoła świata ludzi, by zdobyć kluczowe informacje do ich nadciągającej misji.
  - Winx Club: Magiczny bal - w szkole czarodziejek Alfea ma odbyć się tytułowy magiczny bal, a Winx postawiły sobie za cel zwyciężyć w tym tanecznym konkursie.
  - Winx Club: Wymarzona randka Stelli - Stella została zaproszona na randkę do wspaniałej restauracji, ale kompletnie nie wie w co się ubrać. Potrzebna jej będzie pomoc dobrej przyjaciółki, która nie tylko pomoże wybrać jej kreację na wieczór, ale też doradzi w wyborze makijażu i ułożeniu fryzury.
  - Winx Club: Czarna magia - zespół muzyczny klubu Winx organizuje spotkanie z fanami. Podczas tego wydarzenia Czarownicy z Czarnego Kręgu atakują sklep ze zwierzakami Love&Pet.
  - Winx Club: Mali przyjaciele Flory - Mimo że nie dają tego po sobie poznać, Winx są już trochę zmęczone opieką nad swoimi magicznymi zwierzętami. Kiedy Flora opowiada przyjaciółkom jak doskonale sobie z tym radzi, Stella i Bloom proszą ją, by pod ich nieobecność zajęła się zwierzakami. Samotną czarodziejkę natury atakują Czarownicy z Czarnego Kręgu.
  - Winx Club: Wirtualne zamieszanie - Do sklepu Love & Pet wdarli się Czarownicy z Czarnego Kręgu i zamienili cudownych wychowanków młodych wróżek w złe potwory. Do tego jeden z magów zainfekował komputer Tecny złowrogim wirusem, ukradł bezcenne pliki i ukrył się w grze komputerowej!
  - Winx Club: Rewia na lodzie - Bloom i jej przyjaciółki wybierają się do modnego, zimowego kurortu, gdzie zamierzają urządzić pokaz akrobacji na lodzie.
  - Winx Club: Pierwsza randka - Winx urządzają przyjęcie w swojej kawiarni, aby zachęcić nowych klientów do jej odwiedzenia. To jednak podstęp pełnej pomysłów Bloom, która w ten sposób chce umówić gracza na randkę z chłopcem z Ziemi.
- Winx Club: Saving Alfea – Wydana w 2014 roku gra, na konsole Nintendo DS[57].
- Winx Club: Winx Sirenix Power - gra na urządzenia mobilne z systemem Android i iOS, w której wcielamy się w czarodziejki Winx lub nimfę Dafne i przemierzamy głębiny oceanów Magix, aby uratować wszystkie Selkie i pokonać Tritannusa. Gra miała w 2014 sequel związany z premierą trzeciego filmu kinowego.
- Winx Fairy School - interaktywna gra czasu rzeczywistego na urządzenia mobilne z systemem Android i iOS, w której gracz wciela się w jedną z czarodziejek szkoły Alfea. Uczęszczaj na zajęcia roślinne z Florą, eliksiry u Palladiuma, zmieniaj swój styl oraz dekoruj pokój ze Stellą, a w czarodziejskim symulatorze rozwijaj swoje magiczne umiejętności.
- Winx: Butterflix Adventures - gra bazująca na bohaterach siódmej serii animacji, wydana w 2017 roku na urządzenia mobilne z systemem Android i iOS, w której wcielamy się w jedną z Winx i próbujemy rozwikłać wszystkie zagadki zastawione przez Braffilliu w Alfei.